# Arena Malmö
Malmö Arena este o arenă interioară multifuncțională din Malmö, Suedia, și locul de desfășurare a jocurilor de acasă ale clubului de hochei pe gheață SHL Malmö Redhawks .  Este cea mai mare arenă din SHL și a doua cea mai mare arenă interioară din Suedia. Pe lângă găzduirea meciurilor de hochei Redhawks, arena este adesea locul de desfășurare a echipei de handbal, Floorball⁠(d), concerte și alte evenimente. De asemenea, a găzduit atletism în interior. Deținută și administrată de Parkfast AB⁠(d), arena a fost proiectată de Mats Matson de la MM Matsson Konsult AB, Hannu Helkiö de la Pöyry Architects⁠(d) și Gert Wingårdh de la Wingårdh arkitektkontor⁠(d) .  Drepturile de denumire pentru locație sunt deținute de Malmö Stad, într-un contract pe zece ani, convenit în 2007.  Arena Malmö a găzduit Concursul Muzical Eurovision 2013 între 14 și 18 mai 2013  și Campionatele Mondiale de hochei pe gheață pentru juniori din 2014, din 26 decembrie 2013 până în 5 ianuarie 2014.
Cu o capacitate de 12.600 pentru sporturi și 15.500 pentru concerte, Malmö Arena este a doua cea mai mare arenă acoperită din Suedia, după Ericsson Globe⁠(d), situat în Stockholm .  Recordul de prezență la concertele de la Malmö Arena este de 11.300 de persoane, stabilit de un concert Lady Gaga pe 19 noiembrie 2010.  Recordul de prezență pentru hochei pe gheață a fost stabilit pe 12 noiembrie 2008, când Malmö Redhawks a găzduit Leksands IF⁠(d) în fața a 13.247 de persoane.  Terenul a fost stricat pe 10 ianuarie 2007, iar arena a fost inaugurată pe 6 noiembrie 2008. Costul final de construcție pentru arenă a fost de 750 milioane SEK .  Arena este situată la aproximativ 80 metri (260 ft) de gara Hyllie, de unde există conexiuni de cale ferată și de autobuz către Gara Centrală Malmö, Aeroportul Copenhaga și Gara Centrală Copenhaga . 

## Istorie
În ciuda faptului că este al treilea oraș ca populație din Suedia, Malmö a ratat adesea posibilitatea de a găzdui concerte și evenimente muzicale mai mari, deoarece nu avea o arenă interioară adecvată.  Când proiectul City Tunnel a fost inițiat de Malmö Stad la sfârșitul anilor 1990, orașul a început să planifice un nou district în Hyllievång⁠(d) . Acest lucru a condus la decizia de a construi stația Hyllie în 2001, ca parte a proiectului tunelului, pentru a stimula dezvoltarea noului cartier.  Clubul de hochei pe gheață Malmö Redhawks, care era chiriașul principal propus pentru noua arenă, a fost inițial nesigur de noul proiect și a vrut să-și renoveze locuința actuală, Malmö Isstadion, în loc să se mute într-o arenă complet nouă. Cu toate acestea, Redhawks au fost convinși când Percy Nilsson⁠(d) de la Parkfast AB⁠(d) a contribuit cu șapte milioane de coroane pentru a ajuta situația financiară a clubului. 
Decizia de a construi o arenă în zonă a fost prezentată pentru prima dată de Nilsson în mai 1997 și s-a dezvoltat în continuare în deceniul următor. Autorizația de a începe construirea Malmö Arena a fost acordată în septembrie 2006, iar primul gazon a fost pus pe 10 ianuarie 2007 de către Nilsson, jucătorii de hochei Pekka Lindmark, Juha Riihijärvi⁠(d) și Carl Söderberg⁠(d) și doi politicieni din Malmö Stad.  Principalii antreprenori pentru construirea arenei au fost Parkfast AB, cu colaborarea inginerului structural Byggteknik i Skåne. Arena a fost proiectată de Mats Matson de la MM Matsson Konsult AB, Hannu Helkiö de la Pöyry Architects⁠(d) și Gert Wingårdh de la Wingårdh arkitektkontor⁠(d) .  Costul final de construcție pentru arenă a fost de 750 de milioane de coroane – 100 de milioane de coroane suedeze peste buget din cauza completărilor la planul inițial.  Arena a fost finanțată în întregime de Percy Nilsson de la Parkfast AB.  Arena Malmö a fost inaugurată pe 6 noiembrie 2008, cu un mare concert în care au participat o varietate de artiști, printre care Robyn, Helen Sjöholm⁠(d), Sanne Salomonsen⁠(d) și Jill Johnson .  
Numele arenei a fost discutat în cursul anului 2007, cu Malmö Arena sau Hyllie Arena discutate ca posibile opțiuni. Drepturile de denumire au fost vândute în cele din urmă către Malmö Stad timp de 10 ani într-o afacere în valoare de 50 de milioane de coroane suedeze.  Nilsson și-a dorit ca arena să aibă „Malmö” în numele său, deoarece noul stadion de fotbal al orașului, Swedbank Stadion, nu l-a avut. 
Arena Malmö găzduiește meciurile de acasă de hochei pe gheață ale Malmö Redhawks din 2008, înlocuind fosta lor casă, Malmö Isstadion .  Echipa joacă în SHL, primul nivel de hochei pe gheață suedez. Redhawks joacă 26 de jocuri pe sezon în arenă (excluzând playoff-urile), făcându-i astfel cei mai frecvenți chiriași ai arenei.  În timpul meciurilor Redhawks, echipa gazdă joacă prima și a treia repriză în direcția capătului nordic, unde se află zona de stat în picioare a suporterilor echipei gazdă, iar în a doua repriză în direcția capătului sudic, unde se află intrarea principală. Arena Malmö a fost locul de desfășurare principal pentru Campionatele Mondiale de hochei pe gheață pentru juniori din 2014 .
Pe lângă hochei pe gheață, Arena Malmö a găzduit 22 de meciuri ale Campionatului Mondial de handbal masculin din 2011, inclusiv meciul pentru medalia de bronz și finala, dintre Franța și Danemarca, care a fost câștigată de Franța.   Arena Malmö a găzduit finala playoff-ului campionatului național de handbal al echipei naționale Suediei , masculin și feminin, în 2010 și 2012.  Arena Malmö era programată să găzduiască și finalele din 2013, dar acestea au fost mutate în altă parte când arena a fost aleasă ca gazdă pentru Concursul Muzical Eurovision 2013, care este programat să aibă loc la cinci zile după finala de handbal.  La Floorball⁠(d), arena a servit drept loc final pentru finalele Super League suedeză din 2010–11 și 2011–12.  Va fi folosită din nou pentru Campionatul Mondial de handbal masculin din 2023, Suedia găzduind alături de Polonia.
Arena Malmö a fost folosită pentru atletism în februarie 2009, când arena a găzduit „Malmö Indoor Gala”, o competiție de atletism înauntru nou înființată,  organizată de Malmö Allmänna Idrottsförening⁠(d) (MAI). Mai mulți sportivi internaționali au fost invitați să concureze, inclusiv campioana olimpică la sărituri cu prăjina Yelena Isinbayeva, dar aceasta a refuzat invitația din cauza unei boli.  Mulți alți sportivi importanți au refuzat invitațiile lor dintr-o varietate de motive, ceea ce a făcut ca competiția să atragă doar un mic interes din partea publicului. Nu au participat mai mult de 7.000 de spectatori, făcând competiția un eșec financiar. Prin urmare, competiția nu a mai fost organizată. 

### Alte evenimente
Arena Malmö a găzduit mai multe concerte, precum și alte evenimente muzicale, cum ar fi spectacole de Crăciun și muzicaluri. Britney Spears a susținut un spectacol în arenă pe 11 octombrie 2011 în cadrul turneului său Femme Fatale .  Rihanna trebuia să susțină Loud Tour un turneu de concerte în Malmö Arena pe 31 octombrie 2011, dar evenimentul a fost anulat cu un preaviz de doar câteva ore din cauza unor probleme de sănătate - în cele din urmă a cântat la locație în august 2016.  Alți artiști internaționali care au cântat în arenă sunt Bob Dylan,  Cliff Richard,  Tom Jones,  Lady Gaga,  și mulți alții. Spectacolul Lady Gaga deține recordul de prezență la concertele din arenă, atrăgând o mulțime de 11.300 de persoane; concertul anulat al Rihanna ar fi stabilit un nou record cu 11.700 de bilete vândute.  Semifinalele Melodifestivalen, concursul național de cântece din Suedia, au avut loc în arenă în anii 2009, 2010, 2011 și 2012 .  Arena Malmö a găzduit, de asemenea, Fotbollsgalan, ceremonia de premiere a Suediei pentru fotbalul intern, în 2009 și 2010. 
Arena a fost selectată pentru a găzdui Eurovision Song Contest 2013, ceilalți concurenți la eveniment fiind Friends Arena din Stockholm și Scandinavium din Göteborg . Televiziunea Sveriges (SVT) a decis să aleagă Malmö Arena datorită bunelor legături de transport din jurul arenei, precum și datorită experiențelor anterioare ale SVT în organizarea rundelor de selecție Melodifestivalen la această arenă. SVT și-a exprimat, de asemenea, dorința de a găzdui concursul într-o locație ușor mai mică decât în anii precedenți, pentru a amplifica experiența Eurovision. 

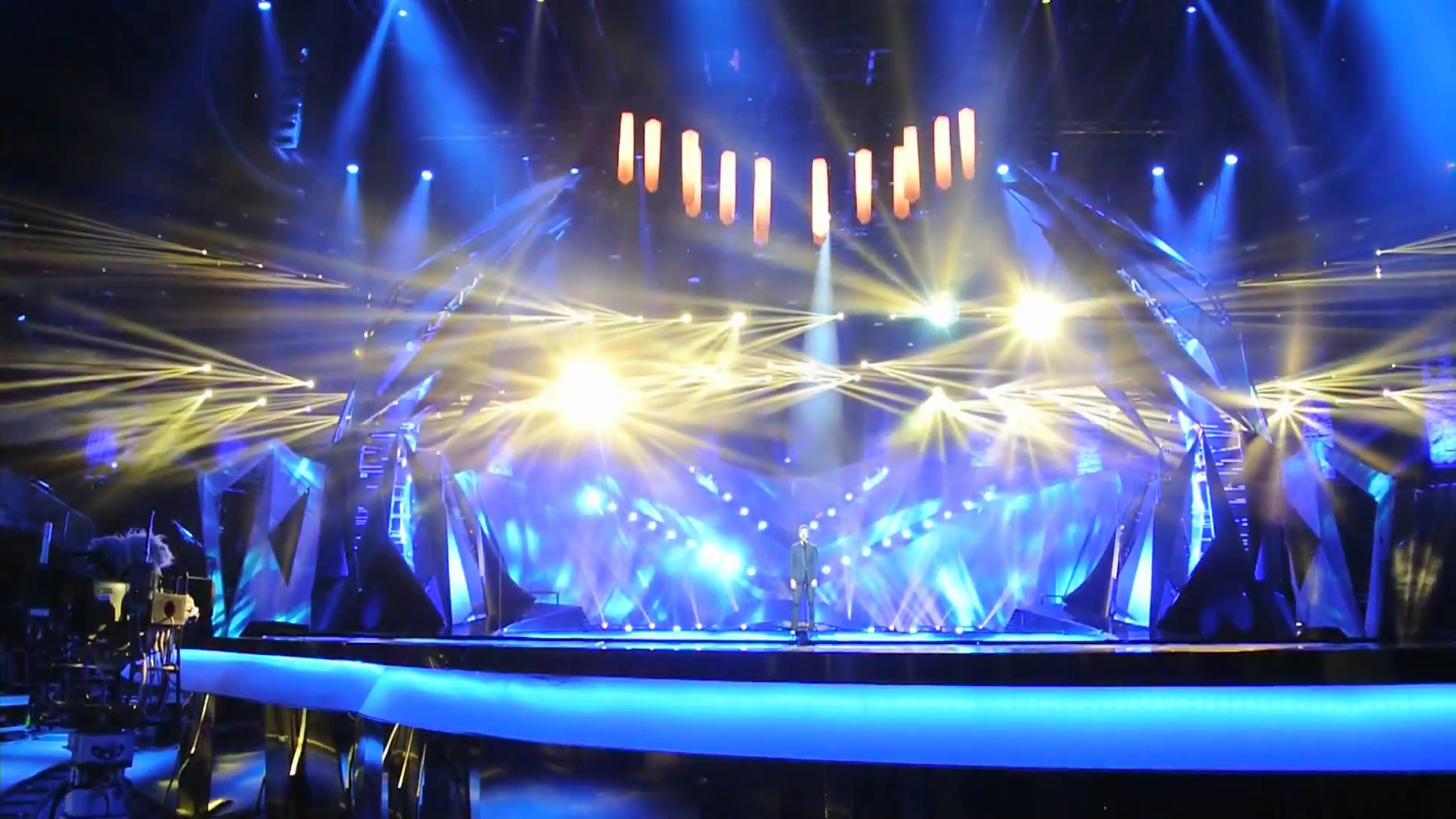
Concursul Eurovision 2013 la Malmö Arena

Malmö Arena are o capacitate totală de 12.600 de locuri pentru evenimente sportive; pentru concerte și alte evenimente, capacitatea poate fi de minim 500 și maxim 15.500 de locuri, în funcție de amplasarea scenei. Nivelul inferior al tribunei nordice a arenei poate fi transformat în terasare pentru sport. Arena poate fi utilizată și pentru dans și servirea mesei: capacitatea pentru dans este de 5.000 de persoane, iar pentru evenimente de servire a mesei variază între 50 și 2.000 de persoane. Arena are 72 de apartamente de lux, care pot fi închiriate pentru diferite evenimente. Dintre acestea, 60 au o suprafață cuprinsă între 27 m2 (290 sq ft) și 40 m2 (430 sq ft), iar 12 au o suprafață de 70 m2 (750 sq ft).  Există, de asemenea, două restaurante și patru baruri în arenă, cu o capacitate totală de 3.250, 20 de chioșcuri și locații de fast-food . Există 370 de toalete în arenă. 
Suprafața părții interioare a arenei este de 3.200 metri pătrați (34.000 sq ft)   la maxim, iar înălțimea maximă a tavanului este de 22,5 metri (74 ft) . Suprafața totală a întregii arene, inclusiv coridoare și spațiu interior, este de 51.000 metri pătrați (550.000 sq ft)   . Există în total opt vestiare pentru sportivi și performeri, dintre care două sunt adaptate pentru a fi utilizate de persoanele cu dizabilități . Partea de sud a arenei are birouri pe șase etaje diferite. Spațiul de birouri din arenă totalizează 7.950 metri pătrați (85.600 sq ft)   . Malmö Redhawks și alte companii au birouri în aceste zone. 
Arena are câte un stand pe fiecare dintre cele patru laturi ale podelei. Partea de nord a arenei are două niveluri pentru scaune, în timp ce tribuna de sud are doar un nivel pentru scaune; nivelul superior este rezervat suitelor executive și spațiului de restaurant.  Standul sudic are și 53 de locuri pentru persoane cu dizabilități, cu același număr de locuri pentru însoțitorii acestora.  Există 36 de intrări în partea interioară a arenei.  În partea de nord a arenei, există facilități pentru practicarea hocheiului pe gheață. 
Atât nivelul superior, cât și cel inferior al arenei au chioșcuri situate la capetele de est și vest. Nivelul inferior are, de asemenea, baruri situate la capetele de est și de vest și un bar sportiv suplimentar la capătul de nord.  În zona apartamentelor de lux, cu un nivel deasupra barului sportiv din partea de nord, se află Percys Restaurang & Bar, un restaurant cu vedere spre arenă, cu o capacitate de 650 de locuri.  În capătul sudic al holului se află, de asemenea, un magazin de suveniruri pentru produsele legate de eveniment.
Arena are, de asemenea, o unitate de antrenament pentru patinoar situată chiar la nord de holul principal.  Facilitatea de antrenament a fost inițial amplasată și vizibilă în afara clădirii arenei, dar de atunci a fost acoperită de imobile construite pe ea. Lângă centrul de antrenament, situat și la nord de holul principal, se află Hotelul Best Western Malmö Arena - o clădire cu 16 etaje și parte a mărcii Malmö Arena, cu săli de conferințe, un restaurant, o sală de sport și o intrare directă uneori folosită la restaurantul panoramic din interiorul tribunei de nord a arenei cu vedere la arenă.   Centrul comercial Emporia este situat chiar la vest de arenă.
În prezent, Malmö Arena este asigurată de liniile de autobuz Malmö 6, 8 și 33, precum și de mai multe linii de autobuz regionale, toate cu stații în apropierea arenei.  Stadionul este, de asemenea, situat aproape de gara parțial subterană Hyllie, care a fost deschisă în decembrie 2010 ca parte a proiectului Citytunnel . Gara este asigurată cu trenurile Pågatåg și Öresund și este conectată la majoritatea părților din regiunea Øresund .  De la gara Hyllie, spectatorii pot ajunge la gara centrală Malmö în 7 minute sau la aeroportul din Copenhaga în 12 minute. 
Parcarea este disponibilă pe părțile de vest, nord și est ale arenei. În total, sunt disponibile 3.400 de locuri de parcare. Aceste zone sunt operate de Malmö Stad .  Există, de asemenea, o parcare numit „P-huset Hyllie” situat în partea de est a stației Hyllie. Acest garaj este deschis la orice oră și poate găzdui 1.400 de vehicule.  Există, de asemenea, o parcare interioară în arenă cu spațiu pentru 200 de vehicule. 

De asemenea, este posibil să mergeți pe jos sau cu bicicleta până la arena din centrul Malmö, prin Kroksbäck și Kroksbäcksparken . O zonă rezervată pentru parcarea a până la 1.000 de biciclete este situată în partea de est a arenei.  Există zone pentru autobuze închiriate, precum și taxiuri lângă intrările principale și laterale ale arenei. 